# Mimetus dimissus
Mimetus dimissus là một loài nhện trong họ Mimetidae.
Loài này thuộc chi Mimetus. Mimetus dimissus được miêu tả năm 1930 bởi Petrunkevitch.